# 분할 시그너처 파일
분할 시그너처 파일은 같은 키 값을 갖는 시그너처들을 블록 단위로 나누어서 저장한다. 키 값은 블럭내의 시그너처들을 대표하며 디렉토리에서 관리한다. 

## 검색 질의 처리 방법
각 블록을 디스크로부터 액세스하기 전에 디렉토리 내에서 이 블록과 대응되는 키 값을 먼저 조사함으로써 블럭 내의 시그너처들이 질의 조건을 만족할 가능성이 있는가를 미리 파악할 수 있다. 키 값이 질의 조건을 만족하지 않는 블럭들은 아예 디스크 액세스를 하지 않는다. 따라서, 검색시 디스크 액세스를 크게 줄일 수 있다.

## 대표적인 방법
1. Lee 기법
2. 퀵 필터 기법 (Quick filter)

## 참조 문헌
- Lee, D. L. and Leng, C., "Partitioned Signature File Structure for Multiattribute and Text Retrieval," In Proc. Intl. Conf. on Data Engineering, IEEE, pp. 389-397, 1990.
- Zezula, P., Rabitti, F., and Tiberio, P., "Dynamic Partitioning of Signature Files," ACM Trans. on Information Systems, Vol. 9, No. 4, pp. 336-369, Oct. 1991.